# A késő Csing-kor négy legfontosabb társadalombíráló regénye
A késő Csing-kor négy legfontosabb társadalombíráló regénye (Kinai: 晚清四大譴責小說) a történelmileg a Csing-dinasztia (1644–1912) utolsó évtizedében a bokszerlázadástól (1900) nagyjából a köztársaság kikiáltásáig (1912) íródott társadalombíráló művek közül az irodalmilag legszínvonalasabb regények.
Ebben az időszakban Kínában mintegy ezer regény jelent meg és ekkoriban a feltörekvő polgárság érdeklődése nyomán terjedt és növekedett a kínai sajtó. Sok regény először ilyen irodalmi vagy kifejezetten politikai lapokban jelent meg folytatásokban. 
A társadalombíráló regények közül Lu Hszün a kínai (és európai) irodalomtörténészek egyetértésével négy művet emelt ki. (Lu Hszün: A kínai irodalom rövid története, kinai: 中国小说史略, 1923)

## Ezek a regények
- Li Pao-csia: A hivatalnokok leleplezésének története[2] (1901–1905)
- Liu O: Öreg Can kóborlásai (folytatásokban: 1903, könyvként: 1906)
- Ceng Pu: Virág a bűn tengerében (1907)
- Vu Vo-jao: Az elmúlt két évtized különös szemtanúsága[3] (1909)

## Magyarul megjelent
- Liu O: Öreg Can kóborlásai; ford., utószó Polonyi Péter, versford. Csongor Barnabás, Kiss Zsuzsa; Európa, Bp., 1985, ISBN 963-07-3612-8

- Ceng Pu: Virág a bűn tengerében, Európa Könyvkiadó, Budapest, 1962, 1988, fordította: Háy Gyula, Szerdahelyi István, ISBN 9630746859